# Deutsche Unihockey-Kleinfeldmeisterschaft 2006 (Frauen)
Die deutsche Unihockey-Kleinfeldmeisterschaft der Frauen 2006 wurde am 21. Mai 2006 in ausgespielt. Fünf Mannschaften spielten dabei im Modus „Jeder-gegen-jeden“.

## Ergebnisse
Teilnehmende Mannschaften:
- TV Eiche Horn Bremen
- Floorball Butzbach
- TSV Halle-Süd
- SSC Leipzig
- VfR Seebergen

| Floorball Butzbach | 4 | – | 11 | VfR Seebergen | 21. Mai 2006 |  |

| TV Eiche Horn Bremen | 4 | – | 4 | SSC Leipzig | 21. Mai 2006 |  |

| VfR Seebergen | 5 | – | 4 | TV Eiche Horn Bremen | 21. Mai 2006 |  |

| TSV Halle-Süd | 19 | – | 4 | Floorball Butzbach | 21. Mai 2006 |  |

| SSC Leipzig | 2 | – | 9 | TSV Halle-Süd | 21. Mai 2006 |  |

| Floorball Butzbach | 4 | – | 10 | TV Eiche Horn Bremen | 21. Mai 2006 |  |

| TSV Halle-Süd | 8 | – | 3 | VfR Seebergen | 21. Mai 2006 |  |

| SSC Leipzig | 7 | – | 2 | Floorball Butzbach | 21. Mai 2006 |  |

| VfR Seebergen | 2 | – | 4 | SSC Leipzig | 21. Mai 2006 |  |

| TV Eiche Horn Bremen | 5 | – | 7 | TSV Halle-Süd | 21. Mai 2006 |  |

## Abschlusstabelle
| Verein               | Sp | S | U | N | +  | -  | Pkt |
| -------------------- | -- | - | - | - | -- | -- | --- |
| TSV Halle-Süd        | 4  | 4 | 0 | 0 | 43 | 14 | 8   |
| SSC Leipzig          | 4  | 2 | 1 | 0 | 17 | 17 | 5   |
| VfR Seebergen        | 4  | 2 | 0 | 2 | 21 | 20 | 4   |
| TV Eiche Horn Bremen | 4  | 1 | 1 | 2 | 23 | 20 | 3   |
| Floorball Butzbach   | 4  | 0 | 0 | 4 | 14 | 47 | 0   |

## Endstand
| Kleinfeldmeisterschaft 2006 (Frauen) | Kleinfeldmeisterschaft 2006 (Frauen) |
| ------------------------------------ | ------------------------------------ |
| Platz 1                              | TSV Halle-Süd                        |
| Platz 2                              | SSC Leipzig                          |
| Platz 3                              | VfR Seebergen                        |
| Platz 4                              | TV Eiche Horn Bremen                 |
| Platz 5                              | Floorball Butzbach                   |

## Scorerwertung
- Name – Scorerpunkte (Tore/Vorlagen)

1. Silke Unger – 23 Punkte (17/6)
2. Doreen Schubert – 20 Punkte (11/9)
3. Antje Schmidt – 13 Punkte (7/6)